# Lado Piščanc
Lado (Ladislav) Piščanc, slovenski rimskokatoliški duhovnik in pesnik, *  16. junij 1914,  Trst, † 4. februar 1944, Lajše (del naselja Cerkljanski vrh).

## Življenjepis
Lado Piščanc je v Gorici študiral teologijo in bil leta 1938 posvečen. Duhovniški poklic je opravljal v Gorici, Podnanosu ter od leta 1941 do 1944 v Cerknem, kjer je bil (na Lajšah nad Cerknim) ustreljen kot žrtev partizanskega maščevanja po nemškem napadu na partijski šolski tečaj v Cerknem in skupaj z drugimi 15 žrtvami vržen v brezno.

## Literarno delo
Piščanc je prve pesmi začel objavljati 1938 v listu Mladika. Leta 1942 je zbral  svojo poezijo v zbirki Pesmi zelene pomladi, ki je izšla v Gorici po njegovi smrti (1950). V zbirki priobčene pesmi so se motivno naslanjale na naravo, zlasti na Kras, pogosti pa so tudi religiozni motivi, s katerimi je izražal pogled na svet in upodabljal trpljenje svojega časa. Med proznimi poskusi iztopa povest Zgodba kaplana Simona (Kmečki glas, 1954), biografsko dragocen pa je njegov dnevnik V zelenih daljavah božje bodočnosti (Mladika, Trst, 1978-1979).